# Sarama (Zypern)
Sarama (griechisch Σαραμά, türkisch Kuşluca) ist eine verlassene Gemeinde im Bezirk Paphos in der Republik Zypern. Bei der Volkszählung im Jahr 2021 hatte sie keine Einwohner.

## Name
Einer Ansicht zufolge war der ursprüngliche Name Samaras, was die Person bezeichnet, die Sättel (Samarias) für Esel herstellt. Durch Anagramm wurde Samaras später zu Saramas. Die Zyperntürken nahmen 1958 den alternativen türkischen Namen Kuşluca an.

## Lage und Umgebung

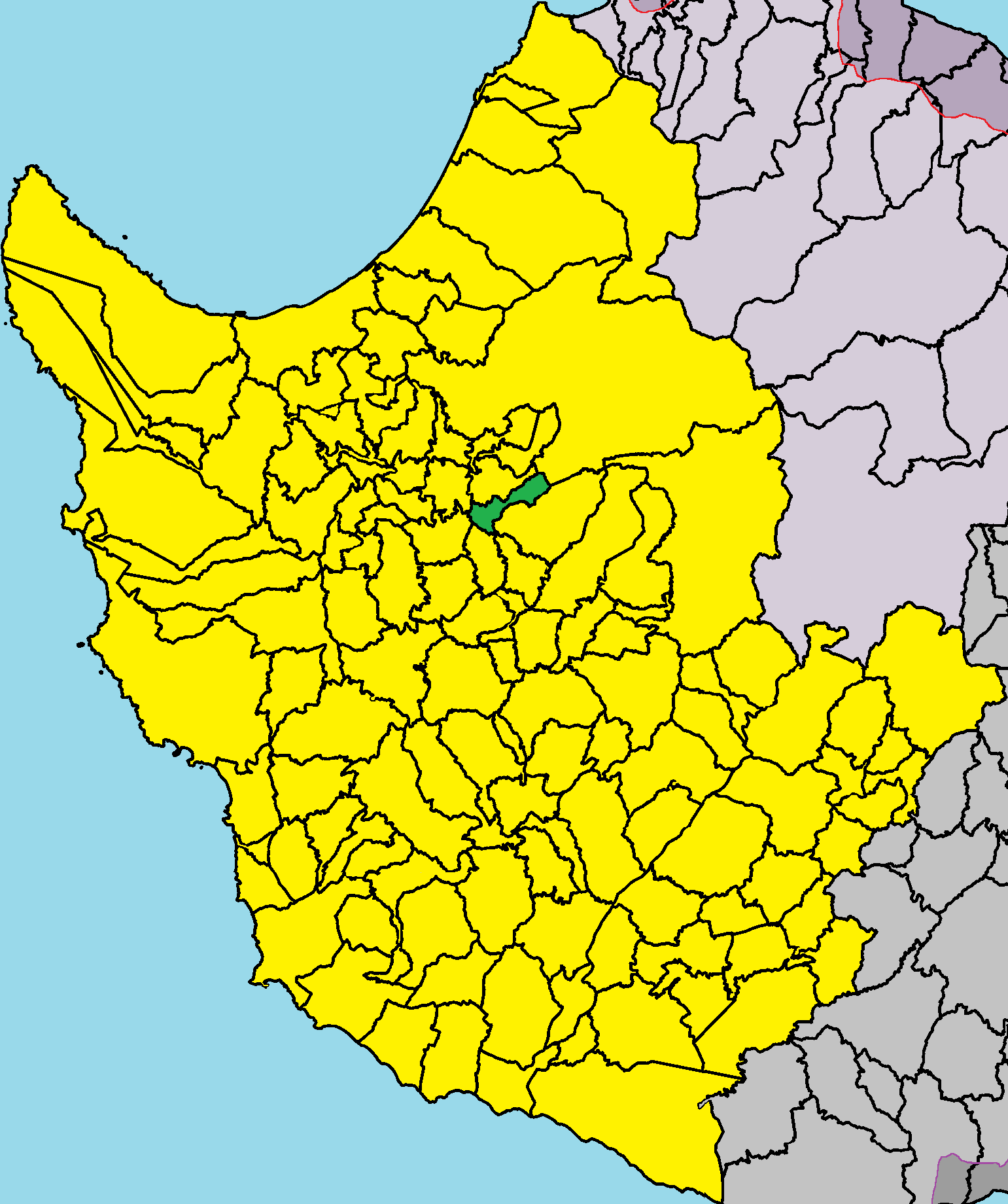
Lage im Bezirk Paphos

Sarama liegt im Westen der Mittelmeerinsel Zypern auf einer Höhe von etwa 380 Metern, etwa 35 Kilometer nordöstlich von Paphos, 82 Kilometer nordwestlich von Limassol und 137 Kilometer südwestlich von Nikosia. Das 3,60225 Quadratkilometer große Dorf grenzt im Norden an Kios, im Nordosten an Lysos, im Südosten an Anadiou, im Süden an Fyti und Lasa und im Westen an Simou und Filousa Chrysochous.
Die durchschnittliche jährliche Niederschlagsmenge beträgt etwa 640 Millimeter. Geologisch betrachtet wird das Gemeindegebiet von den Laven des Troodos-Ophiolith-Komplexes, den Ablagerungen der Kannaviou-Formation (Bentonite und Sandsteine) und den Ablagerungen der Lefkara-Formation (Kreiden, Mergel und Keratolithe) dominiert. Auf diesen Felsen entwickelten sich Torfmoose und kalkhaltige Böden.

## Geschichte
Sarama existierte während der fränkischen Zeit. Louis de Mas Latrie zählt es zu den königlichen Gütern. Florios Voustronios schreibt, dass Sarama bei der Neuverteilung der Lehen durch König Jakob II. nach seiner Thronbesteigung im Jahr 1460 Peter de Lusignan (einem Mitglied der königlichen Familie) übergeben wurde.

### Bevölkerungsentwicklung
Während dem interkommunalen Konflikt von 1963–64 empfing Sarama einige vertriebene Zyperntürken aus den nahegelegenen Dörfern Mamountali und Lapithiou. Infolge der Türkischen Invasion Zyperns 1974 und der Teilung der Insel machten sich zahlreiche Zyperntürken aus Sarama heimlich auf den Weg durch die Berge im Norden der Insel. Die verbliebenen Personen wurden am 3. September 1975 unter UNFICYP-Eskorte in den nördlichen Teil verlegt.
Den Volkszählungen zufolge war Sarama nach 1976 verlassen, bis 2011 2 Einwohner gezählt wurden und es 2021 wieder verlassen war.
Die folgende Tabelle zeigt die Bevölkerung des Dorfes, wie sie in den in Zypern durchgeführten Volkszählungen erfasst wurde.
| Jahr      | 1881 | 1891 | 1901 | 1911 | 1921 | 1931 | 1946 | 1960 | 1976 | 1982 | 1992 | 2001 | 2011 | 2021 |
| Einwohner | 104  | 113  | 111  | 80   | 73   | 95   | 109  | 92   | 10   | 0    | 0    | 0    | 2    | 0    |